# Wistaria Park
Wistaria Park är en park i Kanada.   Den ligger i provinsen British Columbia, i den centrala delen av landet, 3 700 km väster om huvudstaden Ottawa. Wistaria Park ligger 850 meter över havet.
Terrängen runt Wistaria Park är platt åt nordost, men åt sydväst är den kuperad. Wistaria Park ligger nere i en dal. Trakten runt Wistaria Park är nära nog obefolkad, med mindre än två invånare per kvadratkilometer.. 
I omgivningarna runt Wistaria Park växer i huvudsak barrskog.